# نينا جوبتا
نينا جوبتا هي منتجة أفلام ومخرجة وممثلة هندية، ولدت في 4 يوليو 1959 بدلهي في الهند. من الجوائز التي نالتها جائزة الفيلم الوطني لأفضل ممثلة مساعدة ‏.

## جوائز
- جائزة الفيلم الوطني لأفضل ممثلة مساعدة [الإنجليزية]‏

## وصلات خارجية
- نينا جوبتا على موقع IMDb (الإنجليزية)
- نينا جوبتا على موقع ألو سيني (الفرنسية)
- نينا جوبتا على موقع أول موفي (الإنجليزية)
- نينا جوبتا على موقع قاعدة بيانات الأفلام السويدية (السويدية)
- نينا جوبتا على موقع قاعدة بيانات الفيلم (الإنجليزية)
- نينا جوبتا على موقع كينوبويسك (الروسية)